# 森村敏己
森村 敏己（もりむら としみ、1960年 - ）は、日本の社会思想史家。専攻は18世紀フランス思想史。一橋大学名誉教授。渋沢・クローデル賞受賞。

## 人物・経歴
三重県生まれ。1983年一橋大学商学部経営学科卒業。大学2年時に受けた思想史の授業に興味を持ち、卒業論文ではニコラ・ド・コンドルセを扱った。フランス・ナント大学人文学部留学を経て、1986年一橋大学大学院社会学研究科修士課程修了、社会学修士。フランス・オート・ノルマンディー大学人文学部に留学しDEAを取得後、1990年一橋大学大学院社会学研究科博士課程単位取得退学。都築忠七ゼミ出身。
一橋大学社会学部助手、日本学術振興会特別研究員、一橋大学社会学部専任講師、同助教授を経て、2006年から一橋大学大学院社会学研究科総合社会科学専攻教授。2024年一橋大学名誉教授、一橋大学大学院社会学研究科総合社会科学専攻特任教授。日本十八世紀学会幹事等も務めた。1994年著書『名誉と快楽：エルヴェシウスの功利主義』により渋沢・クローデル賞藤田亀太郎特別賞受賞。指導学生に御園敬介慶應義塾大学教授等。

## 著作

### 著書
- 『名誉と快楽 : エルヴェシウスの功利主義』法政大学出版局 1993年
- 『アンシャン・レジームにおける貴族と商業』一橋大学社会科学古典資料センター 2004年
- 『集いのかたち : 歴史における人間関係』（山根徹也と共編）柏書房 2004年
- 『視覚表象と集合的記憶 : 歴史・現在・戦争』（編集代表）旬報社 2006年
- 『なぜ啓蒙を問い続けるのか』清水書院 2020年

### 訳書
- ジョナサン・イスラエル『精神の革命 : 急進的啓蒙と近代民主主義の知的起源』みすず書房 2017年